# Fernanda Pavisic
María Fernanda Pavisic Rojas (Cochabamba, Bolivia; 12 de mayo de 1999), modelo ganadora del concurso Miss Bolivia 2022 (Destituida)

## Biografía
Fernanda Pavisic nació en la ciudad de Cochabamba el 12 de mayo de 1999. Es hija del boliviano Jorge Pavisic (de ascendencia croata) y de la boliviana Verónica Rojas. Cabe mencionar que los orígenes paternos de Fernanda Pavisic provienen de Croacia y se remontan a principios del siglo XX pues durante esa época su tatarabuelo croata Nikola Pavišić Stanićus decidió el año 1900 emigrar a Bolivia desde la lejana Isla de Brač junto a sus pequeños hijos Hugo y Drina llegando al país en pleno gobierno del presidente José Manuel Pando (1899-1904). Su abuelo Roberto Pavisic al igual como su padre Jorge Pavisic nacieron ya en Bolivia.
Fernanda Pavisic es estudiante de psicología en la Universidad Católica Boliviana San Pablo así como también deportista en el ámbito del Voleibol.

## Concurso de belleza

### Miss Bolivia 2022
Como Miss Cochabamba, Pavisic recibió el derecho de representar a Cochabamba y participó en el concurso Miss Bolivia 2022 realizado en el Radisson Hotel Santa Cruz de Santa Cruz de la Sierra el 16 de julio. Ganó los siguientes premios: Miss Solaris Sport y Top Model Kosi. Al término del evento, Pavisic ganadora de Miss Bolivia Universo 2022.

### Miss Universo 2022
Como Miss Bolivia, Pavisic representaría a Bolivia en la competencia Miss Universo 2022 pero fue destituida el 1 de diciembre de 2022.

## Escándalos
En noviembre de año 2022, Fernanda Pavisic se vio envuelta en un escándalo mediático, al revelarse un video en el cual se burlaba de otras reinas de belleza por su aspecto, entre tales críticas compara a la reina de belleza Argentina con la población de la ciudad de Potosí, entre los cuales también menciona y categoriza a las participantes en secciones como ser «doñas», las «gracias por participar». 
Posteriormente subió a sus redes un video indicando que todo se trató de un «experimento social» para concientizar a la gente respecto al contenido que frecuenta en sus redes, argumentando que al ser un video de críticas destructivas se viralizaba mucho más rápido que si se tratase de una causa benéfica.
Posteriormente, el gobierno de Potosí inició un proceso penal contra la Miss Bolivia, y el 1 de diciembre de 2022 fue destituida de su puesto de Miss Universo Bolivia 2022, siendo sustituida por María Camila Sanabria, quien fue en su lugar a representar a Bolivia en el evento del Miss Universo 2022, en los Estados Unidos.